# Hans Breuer (Sänger)

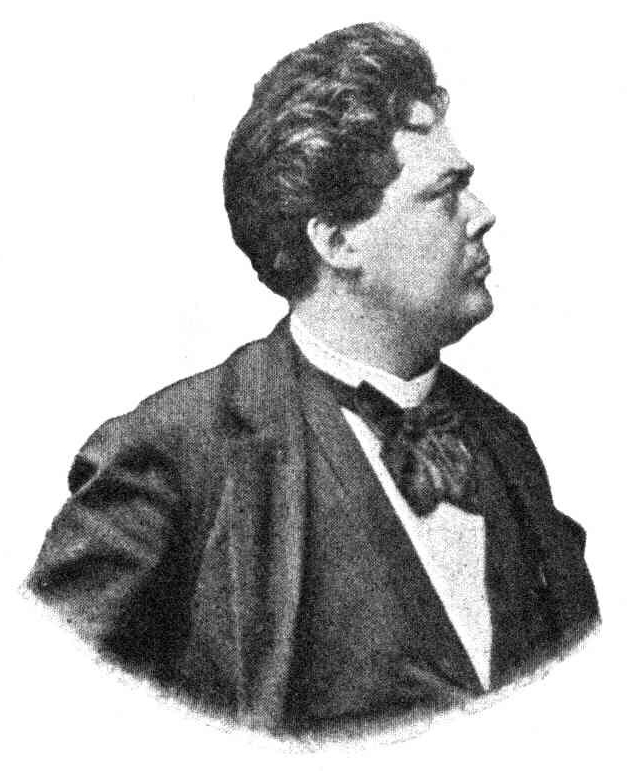
Hans Breuer um 1896

Hans Breuer (* 27. April 1868, nach anderen Quellen 1870 in Köln; † 11. Oktober 1929 in Perchtoldsdorf) war ein deutscher Opernsänger (Tenor) und Opernregisseur.

## Leben
Der Sohn des Kölner Dombildhauers Peter Breuer begann zunächst eine kaufmännische Ausbildung. Bei Benno Stolzenberg ließ er sich in Köln auf den Rat des Dirigenten Franz Wüllner gesanglich ausbilden. Er vollendete sein Studium in der Bayreuther Schule bei Julius Kniese und Cosima Wagner.
Breuer gab sein Debüt 1894 in kleinen Partien bei den Bayreuther Festspielen. Seinen Durchbruch feierte er 1896 als Mime in Der Ring des Nibelungen. Bis 1914 wirkte er regelmäßig in dieser Rolle in Bayreuth mit, 1899 auch als David in Die Meistersinger von Nürnberg.
1896 bis 1897 sang er am Opernhaus Breslau, 1897 unternahm er eine Gastspiel-Tournee durch Nordamerika. Von 1899 bis 1900 gehörte er zum Ensemble der Metropolitan Opera in New York. Seine Antrittsrolle hier war die des Steuermanns in Der Fliegende Holländer. 1898 und 1900 gastierte er an der Covent Garden Oper in London, 1901 als Mime an der Hofoper Berlin und in derselben Rolle 1906 an der Münchner Hofoper.
Von 1900 bis 1929 war er Mitglied der Hofoper Wien (seit 1918 Staatsoper). Hier war er 1903 in der Neuinszenierung von Tristan und Isolde unter dem Dirigat von Gustav Mahler als Melot zu sehen und hören1909 gab er ein Gastspiel als Mime am Stadttheater Zürich, 1910 beim Salzburger Mozart-Fest als Monostatos in der Zauberflöte. 1922 und 1925 trat er als Basilio in Figaros Hochzeit bei den Salzburger Festspielen auf.
Am 10. Oktober 1919 inszenierte er die Uraufführung der Oper Die Frau ohne Schatten von Richard Strauss an der Wiener Staatsoper. Bei den Festspielen in Salzburg übernahm er auch mehrfach Regieaufgaben. So führte er 1922 Regie bei allen vier aufgeführten Opern bei den Festspielen (es war das erste Jahr in dem überhaupt Opern hier aufgeführt wurden). Später war Breuer als Pädagoge am Wiener Konservatorium tätig.
Breuer starb in Perchtoldsdorf, wo er auch begraben wurde.
Sein Sohn Siegfried Breuer (1906–1954) wurde ein bekannter Schauspieler.